# Kaługa (województwo kujawsko-pomorskie)
Kaługa – osada w Polsce, położona w województwie kujawsko-pomorskim, w powiecie brodnickim, w gminie Zbiczno, przy trasie zawieszonej obecnie linii kolejowej Brodnica – Iława (przystanek kolejowy PKP „Kaługa”).
W latach 1975–1998 miejscowość administracyjnie należała do województwa toruńskiego.
Kaługa leży na Drodze św. Jakuba, jednego z najważniejszych chrześcijańskich szlaków pielgrzymkowych na świecie, prowadzącego do Santiago de Compostella w Hiszpanii. Przez Kalugę biegnie 18. etap szlaku Camino Polaco, jednego ze szlaków Drogi św. Jakuba w Polsce.